# Boca Raton Football Club
Boca Raton Football Club, mais conhecida como Boca Raton FC, é um clube de futebol da cidade de Boca Raton, Flórida, Estados Unidos. Atualmente disputa a 
National Premier Soccer League.

## História
Em 2013 foi anunciado um time do Condado de Palm Beach na NPSL, porém houve uma mudança de planos e a vaga só estaria disponível em 2017. Com isso a equipe recém criada se transferiu para a American Premier Soccer League em 2015 . Na APSL a equipe foi campeã nas três temporadas que disputou. Em 2017 com a abertura da vaga, a equipe irá se transferir para a NPSL.

## Estatísticas

### Participações
|  | Participações em 2017 |

| Competição     | Competição               | Temporadas | Melhor campanha             | Estreia | Última | P | R |
| Estados Unidos | Lamar Hunt U.S. Open Cup | 2          | Primeira Fase (2016 e 2017) | 2016    | 2017   |   | – |